# Hunnesrück
Hunnesrück ist ein zur Stadt Dassel gehörendes Dorf im Landkreis Northeim in Niedersachsen. Zu Hunnesrück gehört auch die Siedlung Erichsburg.

## Geographie
Hunnesrück ist der westlichste Ort im Einbeck-Markoldendorfer Becken. Das vom Bremkebach durchflossene Dorf liegt am östlichen Rand der Amtsberge in ackerbaulich geprägtem Umland. Dort verläuft auch der Europaradweg R1.

## Geschichte

### Wüstung Binder
Im Mittelalter befand sich an der Stelle des heutigen Dorfes die Ansiedlung Binder. Das Kloster Corvey besaß hier Rechte, die es 1360 an Hermann von Pyrmont als Lehen übertrug. 1482 stattete das Hochstift Hildesheim die Herren von Rauschenplatt mit Lehen für drei Höfe in Binder aus. Johannes Krabbe verzeichnete 1603 den Ort in seiner Karte des Sollings. Im Dreißigjährigen Krieg wurde Binder zerstört.

### Siedlung Hunnesrück
Hunnesrück entstand als Standort der Verwaltung für das zum Hochstift Hildesheim gehörende Amt Hunnesrück. Nach dem Ende des Dreißigjährigen Krieges wurden für dieses Amtsgebiet Verwaltungsgebäude errichtet. Der Name Binder wurde zunächst weiterhin verwendet, bis im Laufe der Zeit der Name von der nahe gelegenen Burg Hunnesrück übernommen wurde. Das Amt Hunnesrück fiel 1807 zusammen mit mehreren braunschweigischen Orten an das Departement der Leine, so dass die Verwaltungsgebäude ihre Funktion verloren.
Bis 1847 gab es eine Kapelle auf dem Grundstück. Wilhelm Busch, der damals in Lüthorst wohnte und häufig die von seinem Bruder verwaltete Domäne Hunnesrück besuchte, fertigte davon eine Bleistiftskizze an. Die Kapelle diente katholischen Gottesdiensten, die seit dem Bau der St.-Michael-Kirche in Dassel dort gefeiert werden. Bei der Gemeinde hatte es sich in dem durch Elisabeth von Calenberg reformierten Gebiet der heutigen Stadt Dassel um eine geistliche Exklave gehandelt.
Nachdem Hunnesrück im Jahr 1866 Standort der Pferdehaltung geworden war, wurden für die Arbeiter unweit südlich des Gestüts Ende des 19. Jahrhunderts Reihenhäuser errichtet, die bis heute das Ortsbild prägen. Nach dem Zweiten Weltkrieg wurde die Siedlung entlang der Straße in Richtung Erichsburg erweitert, sodass Hunnesrück die Siedlungsform eines Straßendorfes hat.
Hunnesrück wurde am 1. März 1974 in die Stadt Dassel eingegliedert.

### Gestüt Hunnesrück

#### Bauwerke
Für die Verwaltung war das im Stile eines Herrenhauses errichtete Amtshaus das Hauptbauwerk. Dahinter wurde ein Barockgarten angelegt, den ein Teich einrahmte. Das Wohnhaus des Amtsschreibers und die Kapelle befanden sich westlich des Teiches neben der Hofeinfahrt. Unmittelbar nördlich des Amtshauses schlossen sich das Haus des Böttchers und das Gerichtshaus an und in der Nähe auch der Krug des Amtes mit Pferdestall für Gäste. Der Amtssitz wurde landwirtschaftlich bewirtschaftet. Dazu dienten die auf der westlichen Geländeseite gelegenen Gebäude. Dabei handelte es sich neben dem Haus des Hofmeisters um die Ställe für Schweine, Schafe, Pferde und Hühner sowie ein Taubenhaus. Sie gruppierten sich um eine große Scheune in der Mitte. Zudem verfügte das Amt über eine Meierei und ein Haus für Back- und Brauzwecke. Im Südwesten schloss das Gelände mit der Mühle ab.
Nach 1866 wurde dort von der preußischen Armee ein Depot für Remontepferde eingerichtet. Zeitweise waren ihm die Vorwerke Erichsburg, Relliehausen und Neuhaus angegliedert, sodass die Armee hier über rund 500 Pferde verfügte. Nach der Auflösung der Armee im Jahr 1919 behielt die Königlich Preußische Gestütsverwaltung das Gestüt bei. Es ist heute im Besitz des Landes Niedersachsen.

#### Pferdehaltung

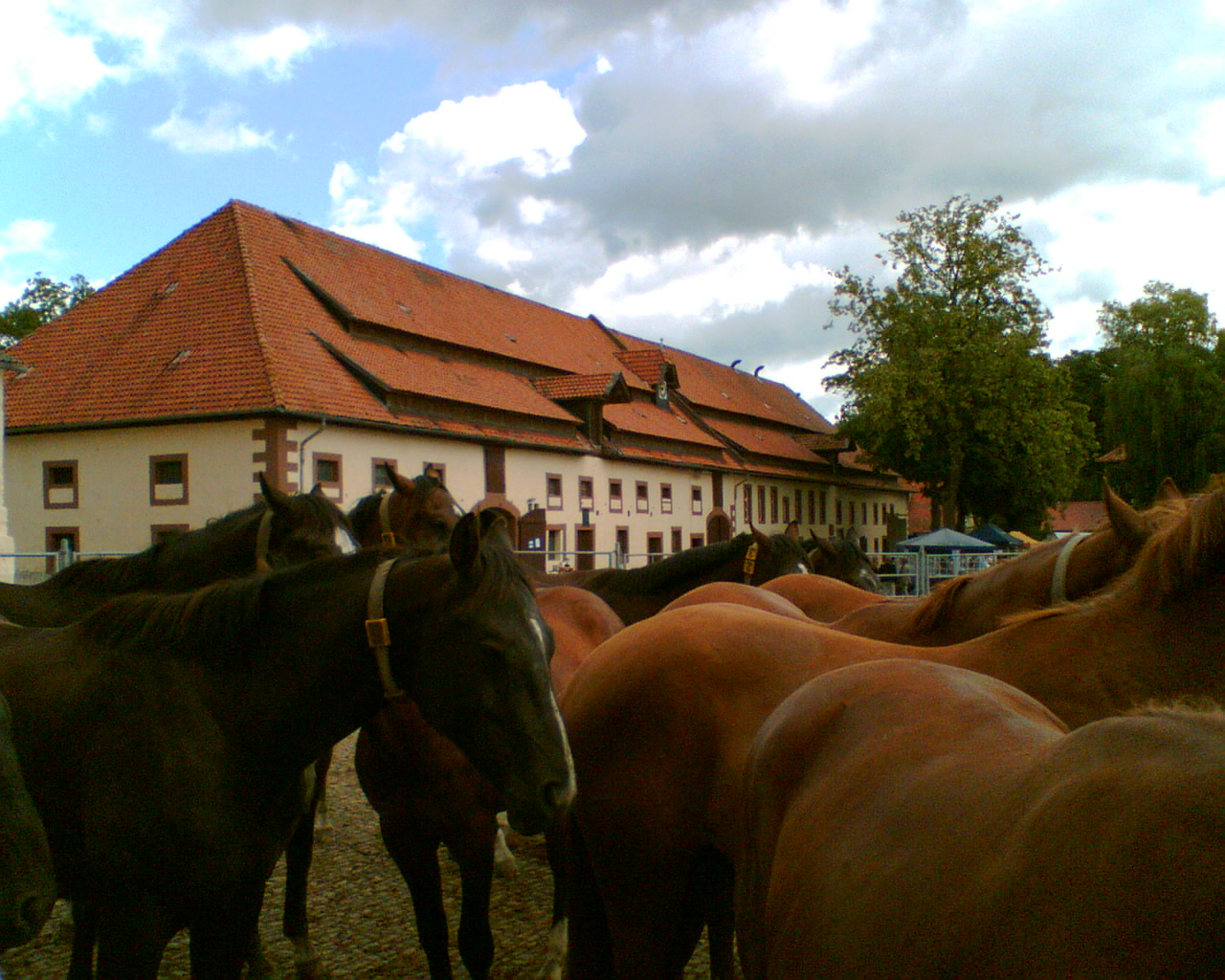
Im Gestüt

Das Gestüt dient der Aufzucht von Hannoveranern-Junghengsten, bevor sie zur weiteren Ausbildung nach Celle kommen. Neben den Stallungen stehen den Pferden ausgedehnte Weideflächen in den Amtsbergen sowie bei Neuhaus zur Verfügung. Seit dem 20. Jahrhundert gehört auch eine Pensionspferdehaltung zu der Anlage.
Nach der Flucht 1944 aus Ostpreußen wurde das Gestüt als Ostpreußengestüt Hunnesrück bekannt. Hier gelang Ernst Ehlert die Rettung der evakuierten Trakehnerzucht. 1982 wurde die Haltung der Trakehner zugunsten der Hannoveraner abgegeben.
Mit einem zweiten Projekt in Zusammenarbeit mit dem Kölner Zoo zur Rettung bedrohter Pferde fand der Standort Hunnesrück in den 1990er Jahren international Beachtung, als Przewalski-Pferde aufgezogen wurden, die dann in den späteren Hortobágyi-Nationalpark ausgewildert wurden.

## Politik

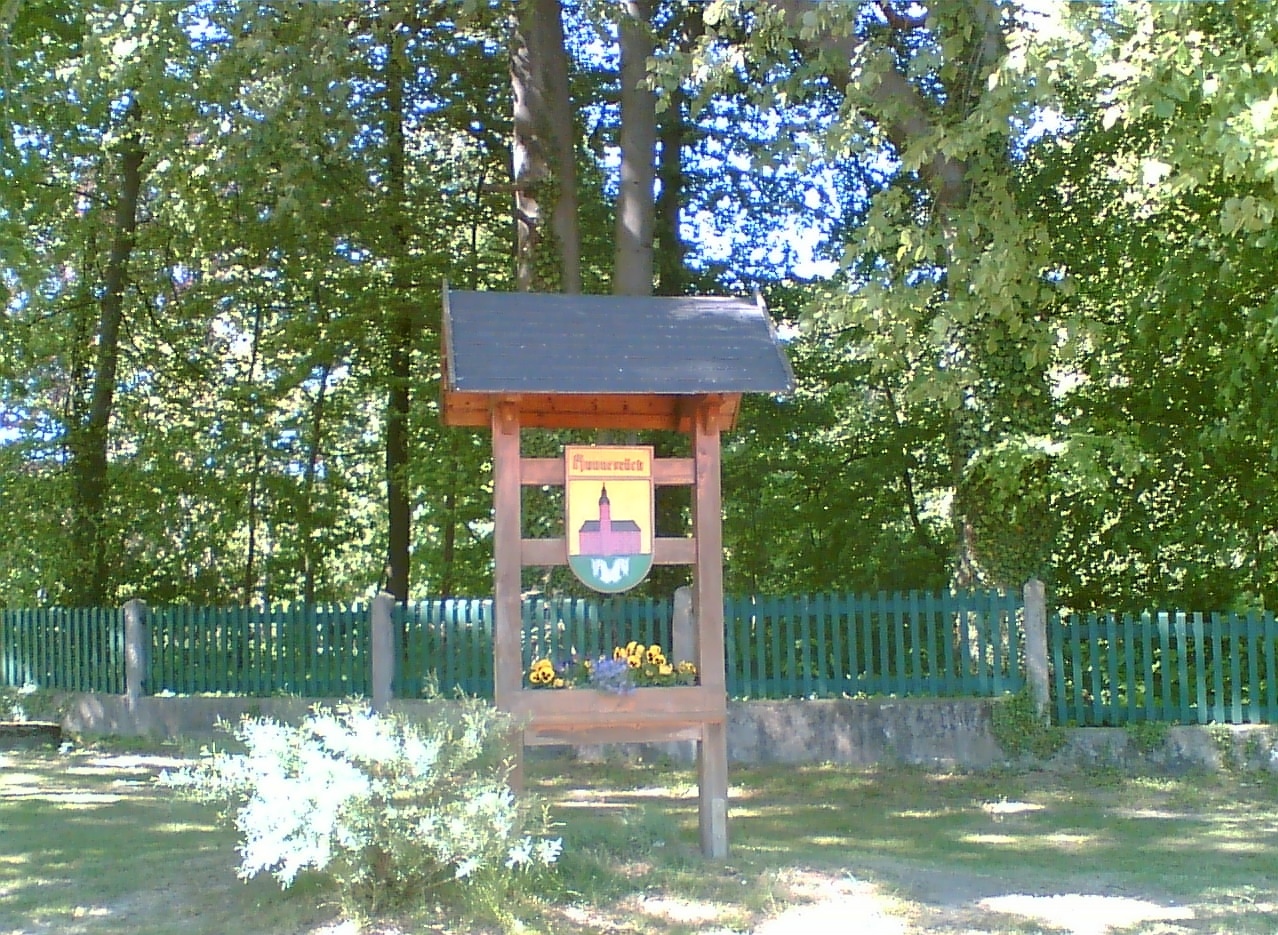
Schild mit Ortswappen

### Ortsrat
Hunnesrück hat einen fünfköpfigen Ortsrat, der seit der Kommunalwahl 2021 ausschließlich von Mitgliedern der „Wählergemeinschaft Hunnesrück-Erichsburg“ besetzt ist. Die Wahlbeteiligung lag bei 81,25 Prozent.

### Ortsbürgermeister
Ortsbürgermeister ist Mario Könnecker, stellvertretender Ortsbürgermeister ist Florian Strenger. Die aktuelle Wahlperiode läuft vom 1. November 2011 bis 31. Oktober 2016.

### Ortswappen
Das Wappen zeigt in schematischer Darstellung die Erichsburg und zwei Pferdeköpfe als Symbol für das Gestüt Hunnesrück.

## Kultur und Sehenswürdigkeiten

### Sehenswertes
- Wassermühle mit oberschlächtigem Wasserrad und Sandsteindach, heute Ausflugsgaststätte Im Kühlen Grunde
- Herrenhaus der Domäne, beachtenswert sind Dachgauben, Türportal und Kellergewölbe des 17. Jahrhunderts
- Am Ortsrand hat der Naturschutzbund Deutschland ein Schutzprojekt für Lebewesen eingerichtet, die zum Schlagflug fähig sind.[10]
- Denkstein für Ernst Ehlert an der Friedhofskapelle
- Reste der Burg Hunnesrück auf der Anhöhe beim Eselsteich
- Historische steinerne Scheunen des Vorwerkes Erichsburg gegenüber der Erichsburg.

### Vereine
Zu den örtlichen Vereinen gehören der SV Hunnesrück, dessen Fußballsparte eine Spielgemeinschaft mit dem SV Mackensen bildet, und die 1938 gegründete Freiwillige Feuerwehr.